# Saga Heiðarvíga

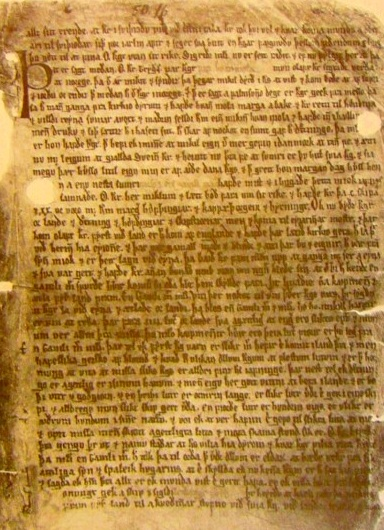
Folio de la saga Heiðarvíga conservada en la Universidad de Copenhague.

La Saga Heiðarvíga (o La historia de los asesinatos de Heiðar) también llamada Víga-Styrs saga ok Heiðarvíga (La saga de Styr el Asesino y la matanza de Heiðar) es una de las sagas de los islandeses, que algunos especialistas consideran como la más antigua.

## Trama
La primera parte trata de un bóndi llamado Styr Þorgrímsson que se enfrenta a su destino cuando lo mata un joven, Gestur Þórhallsson, en venganza por la muerte de su padre. La segunda parte de la saga trata de un conflicto entre los habitantes de Húnavatnssýsla y Borgarfjörður, a resaltar el clímax de la batalla.

## Época y principales protagonistas
La saga cubre un periodo histórico de la Mancomunidad Islandesa entre 1005 y 1014, que junto a saga Eyrbyggja, saga de Laxdœla, saga de Víga-Glúms y saga de Njál muestran tiempos turbulentos de mucha violencia y el protagonismo patente de los grandes caudillos vikingos del momento, Snorri goði Þorgrímsson, su suegro Styr Þorgrímsson, Gísli Þorgautsson y su clan, los Gíslungar por un lado; Bárður Guðmundsson y Ljótur Þorbjörnsson (n. 980) de Lángadalur, Austur-Húnavatnssýsla, por otro.

## Conservación
Está mal conservada, pues doce hojas del único manuscrito se quemaron en el Incendio de Copenhague de 1728. Esa parte solo se conoce por el sumario redactado de memoria por Jón Ólafsson, el autor de una copia que se perdió junto al original.